# Bernice Bing
Bernice Bing, född 10 april 1936 i San Francisco, död 18 augusti 1998 i Philo, Kalifornien, var en amerikansk konstnär, aktivist och del av beatnikrörelsen. Hon var främst verksam i San Francisco och arbetade med abstrakt måleri, främst känd som abstrakt expressionist.

## Biografi
Bernice Bing föddes i Chinatown i San Francisco 1936. Bings far var invandrare från södra Kina medan hennes mor var född i USA.
När Bernice Bing var sex år, dog hennes mamma, och hon växte upp i olika fosterfamiljer tillsammans med sin syster. Under perioder bodde hon också i Oakland med sin mormor, som understödde hennes kreativitet och konstnärliga intresse. Bing beskrivs som rebellisk och gjorde inte bra ifrån sig i skolan, utan fokuserade på sitt skapande. Redan på gymnasiet på Oakland Technical High School uppmärksammades hon för sin konst och vann flera lokala och regionala konsttävlingar. Hon gick ut gymnasiet 1955 och gick under en kort period på California College of Arts and Crafts. Där hade hon lärare som Nathan Oliveira (1928–2010) och Richard Diebenkorn (1922–1993), men det var kanske framförallt Saburo Hasegawa (1906–1957) som kom att påverka Bing. Hasegawa var född i Japan och introducerade Bing för zenbuddhism, kinesisk filosofi, däribland Lao Tzu och Po Chu-i, och traditionell kalligrafi. Efter en termin flyttade hon 1958 till California School of Fine Arts i San Francisco. Där studerade hon för Elmer Bischoff och Frank Lobdell och tog 1959 och 1961 en magisterexamen. Samtidigt hade hon ateljé i North Beach.
I slutet av 1950-talet och början av 1960-talet samlades många konstnärer i Bay Area, och Bing var nära vän med många av dem som Joan Brown, Wally Hedrick, Jay DeFeo, Bruce Conner och Fred Martin.
År 1960 reste hon tillsammans med Joan Brown till New York för att hjälpa till med Browns separatutställning på Staempfli Gallery. I New York träffade Bing Marcel Duchamp vilket hon beskrev som ett av sitt livs viktigare möten.
År 1961 hade Bing en separatutställning på San Francisco’s Batman Gallery, en alternativt galleri kopplat till beatnikrörelsen som låg på 2222 Fillmore, vilken fick god kritik av bland andra Alfred Frankenstein på San Francisco Chronicle. 1963 och 1964 omskrevs hennes utställningar av James Monte i tidskriften Artforum in 1963 and 1964. Under tre år bodde hon i Mayacamas Vineyards, Napa Valley men återvände till Berkeley 1966 där hon ställde ut på Berkeley Gallery.
År 1967 deltog hon i det första residensprogrammet på Esalen Institute, New Age Psychology and Philosophy vid Big Sur där hon utvecklade sitt intresse för C.G. Jungs symbolism, och blev bekant med Joseph Campbell och Alan Watts. Under åren 1984 och 1985 reste hon till Korea, Japan och Kina, där hon studerade traditionell kinesiskt landskapsmåleri med bläck vid Zhejiang Art Academy i Haungzhou men även föreläste om abstrakt expressionism.
Bing var även aktivist och arbetade med en mängd konst- och kulturrelaterade frågor inom olika program och organisationer, som National Endowment for the Arts Expansion program (1968), Neighborhood Arts Program (1969–1971), och San Francisco Art Festival på San Francisco Civic Center (tidigt 1970-tal). 1977, efter den gängrelaterade Golden Dragon massacre i San Francisco, skapade Bing en konstworkshop tillsammans med "Baby Wah Chings" ett kriminellt gäng i Chinatown.
Bing arbetade även som chef för South of Market Cultural Center (idag känt som SOMArts) under åren 1980–1984, som utökade sin  verksamheten under hennes ledarskap.
År 1989 träffade Bing Moira Roth, professor vid konsthistoriska institutionen vid Mills College som föreslog att Bing borde ansluta sig till Asian American Women Artists Association (AAWAA) vilket hjälpte henne att tydligare kunna kombinera sitt intresse för identitet och konst.

## Konst och influenser
Bing intresserade sig tidigt för existentiell filosofi vilket ledde henne till abstrakt konst tillsammans med en mängd olika influenser som Willem de Kooning, Franz Kline, Robert Motherwell, Albert Camus, Simone de Beauvoir, Ingmar Bergman och Federico Fellini. Som många abstrakta efterkrigkonstnärer intresserade hon sig för Zenbuddhism och följde författaren Daisetsu Teitaro Suzuki, som var en västlig auktoritet inom Zen. Under sitt senare liv ägnade hon sig istället åt Nichirenbuddhism, en gren av buddhism som grundar sig på läror av den japanska munken Nichiren (1222–1282).
Hennes målning Mayacamas, No. 6, March 12, 1963 återfinns i Fine Arts Museum of San Francisco samlingar och The Crocker Art Museum i Sacramento, Kalifornien äger hennes stora oljemålning "Velázquez Family."
ÅR 2013 kom Madeleine Lims dokumentär "The World of Bernice Bing" som producerades av Asian American Women Artists Association tillsammans med Queer Women of Color Media Arts Project.